# Venarsal
Venarsal korábbi község Franciaországban, Corrèze megyében. 2016. január 1-jén Malemort-sur-Corrèze korábbi községgel egyesült és az így létrejött Malemort új község része lett.
Lakosainak száma 508 fő (2018. január 1.). Venarsal Sainte-Féréole, Malemort és Saint-Hilaire-Peyroux községekkel határos.

## Népesség
A település népessége az elmúlt években az alábbi módon változott:
| Lakosok száma | 190  | 203  | 265  | 344  | 369  | 459  | 501  | 514  | 509  | 508  |
|               | 1962 | 1968 | 1982 | 1990 | 1999 | 2008 | 2011 | 2013 | 2017 | 2018 |